# Montreal Express
O Montreal Express foi um clube profissional de box lacrosse, sediado em Montreal, Canadá. O clube disputou a National Lacrosse League em 2002.

## História
A franquia foi fundada em 2002, e participaram apenas da edição de 2002, foram realocado em 2005, para a franquia do Minnesota Swarm.